# 성 이슈트반 왕관

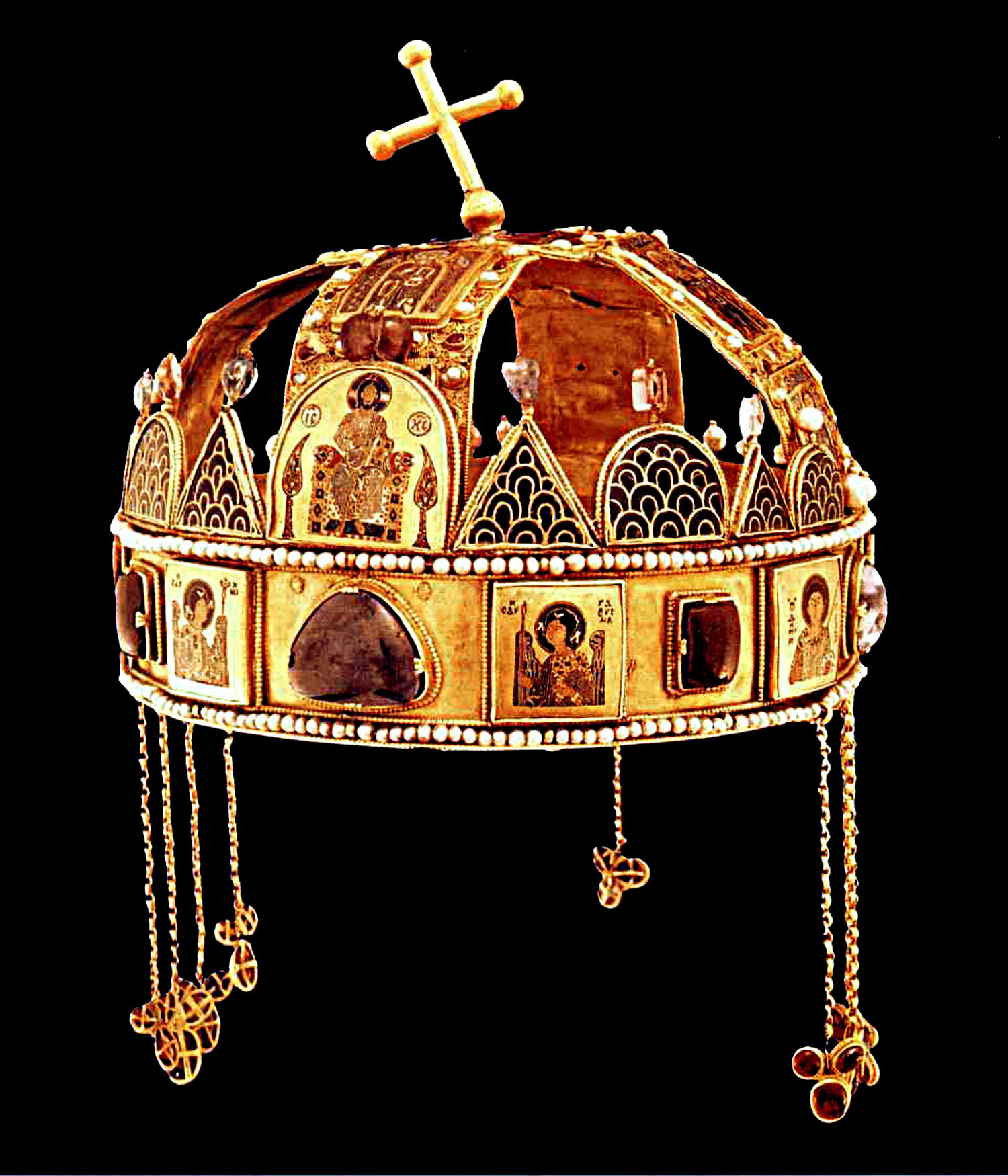
성 이슈트반 왕관

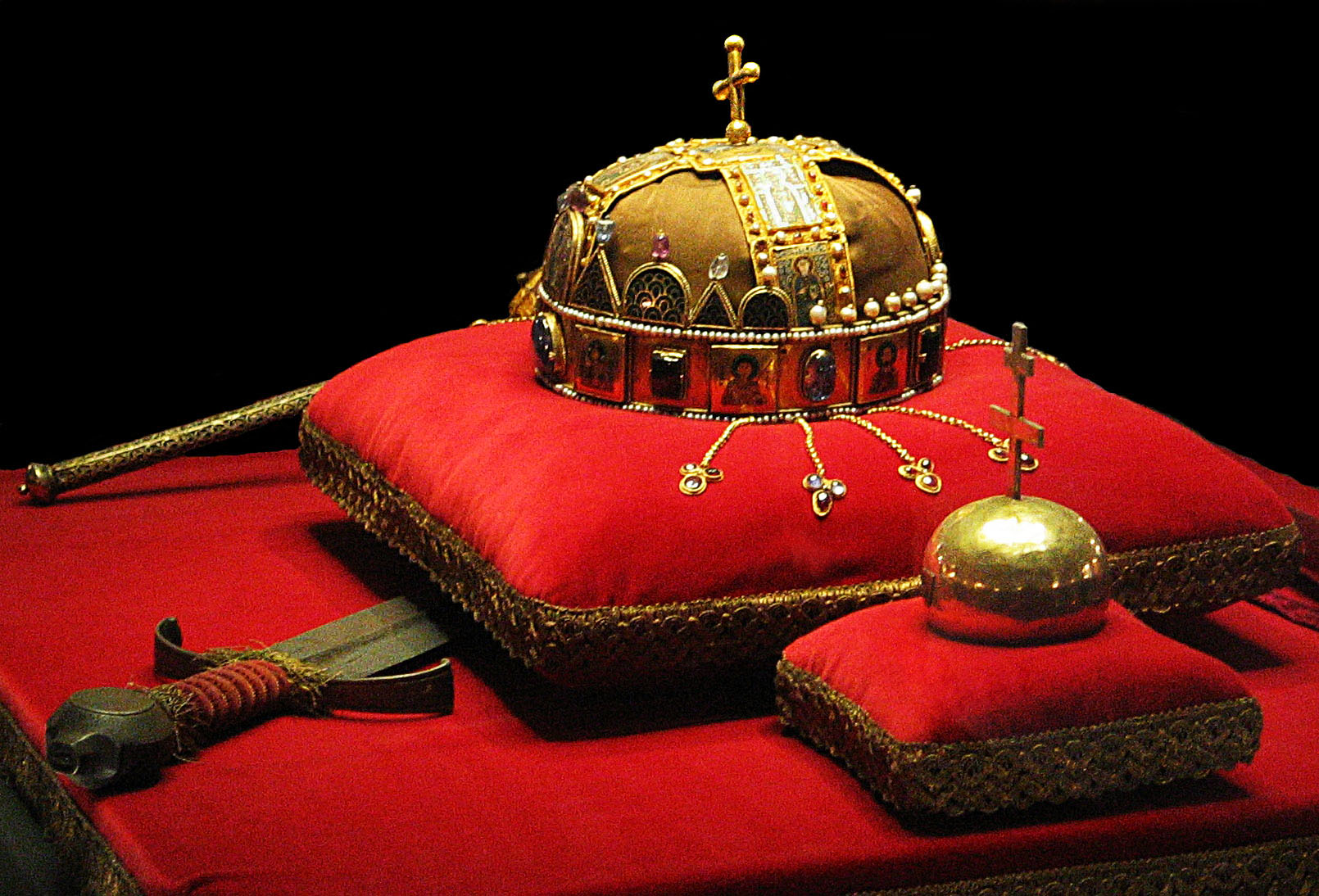
헝가리 국회의사당에 소장된 성 이슈트반 왕관과 검, 홀

성 이슈트반 왕관(헝가리어: Szent Korona 센트 코로너[*], 독일어: Stephanskrone 슈테판스크로네[*], 크로아티아어: Kruna svetoga Stjepana 크루나 스베토가 스체파나, 라틴어: Sacra Corona 사크라 코로나[*], 슬로바키아어: Svätoštefanská koruna 스베토슈테판스카 코루나)은 헝가리 왕국의 대관식에서 헝가리의 군주가 받았던 왕관이다.
헝가리의 군주는 이 왕관을 받지 않으면 공식적으로 왕위에 오른 군주로 인정되지 않았다. 헝가리 역사상 50명 이상의 군주가 이 왕관을 받았으며 왕관을 받지 않은 군주는 서포여이 야노시 지그몬드, 요제프 2세 2명 뿐이다.
1256년부터 헝가리에서 성스러운 왕관으로 불렀다. 14세기부터 헝가리 왕실의 권력은 단순히 군주로 상징되는 것이 아니라 명확하고 객관적인 사물인 왕관이 왕실의 상징으로서의 역할을 갖게 되었다. 다시 말하면 헝가리 왕국은 군주를 장식하는 왕관이 아닌 왕관에 어울리는 군주를 찾은 것으로 인식된다. 2000년부터 부다페스트에 있는 헝가리 국회의사당에 소장되어 있다.

## 개요
왕관은 타원 모양을 띠고 있으며 왕관의 너비는 203.9mm, 왕관의 길이는 215.9mm이다. 왕관의 무게는 2,056g이며 왕관의 크기는 건강한 사람의 머리보다 큰 편이다. 왕관의 상단과 하단은 금과 은의 합금으로 만들었는데 상단과 하단의 합금 비율은 서로 다른 편이다. 왕관의 하단은 불균형을 이루고 있다.
헝가리 과학원, 헝가리 가톨릭 감독원의 문헌에 따르면 성 이슈트반 왕관은 그리스 양식의 왕관인 코로나 그라이카(Corona graeca), 라틴 양식의 왕관인 코로나 라틴카(Corona latina) 2개의 부분으로 나뉜다고 명시되어 있다.
성 이슈트반 왕관은 벨러 3세가 비잔티움 제국의 영향을 받아 만들었다. 훗날 성 이슈트반으로 시성된 헝가리의 초대 군주인 이슈트반 1세가 1000년 12월 25일 또는 1001년 1월 1일에 이 왕관을 받고 헝가리 왕국을 수립했다고 전해진다.
성 이슈트반 왕관은 지금까지 도둑맞거나 숨겨지거나 잃어버리거나 국외로 반출되기도 했다. 대관식에 사용된 보물들은 헝가리의 군주가 공석 상태에 있는 동안에는 세케슈페헤르바르에 보관되어 있었다. 그 다음에는 비셰그라드, 포조니(현재의 슬로바키아 브라티슬라바), 부더를 전전했다. 제2차 세계 대전 기간 동안에는 서유럽으로 반출되었고 소련에 빼앗기는 것을 막기 위해 미국 육군에 넘겨졌다. 미국 육군은 성 이슈트반 왕관을 켄터키주에 있는 포트녹스 육군 기지에 대량의 금, 역사적 가치가 높은 유물과 함께 보관했다. 미국은 1978년 1월 6일을 기해 성 이슈트반 왕관을 대관식의 보물들과 함께 헝가리에 반환했다.

## 구성
코로나 그라이카는 너비 5.2cm, 지름 20.5cm를 띠고 있다. 둥근 고리 뒤쪽에 있는 2개의 아콰마린은 신성 로마 제국의 마티아스(헝가리의 마차시 2세)에 의해 추가되었다.
왕관 정면에 있는 그림에는 "전능하신 그리스도"로 묘사된 예수가 그려져 있다. 예수의 왼쪽과 오른쪽에는 대천사 미카엘, 대천사 가브리엘이 그려져 있으며 성 게오르기우스, 테살로니키의 데메트리오스, 성 코스마스와 다미아노스가 절반 정도의 크기로 그려져 있다.
둥근 고리 뒤쪽에는 미카엘 7세의 초상화가 그려져 있고 왼쪽에는 콘스탄티누스 10세의 초상화, 오른쪽에는 게저 1세의 초상화가 그려져 있다. 게저 1세의 초상화 주변에는 "성실한 튀르크인(헝가리인)의 영지의 군주이신 게저"(ΓΕΩΒΙΤZΑC ΠΙΣΤΟC ΚΡΑΛΗC ΤΟΥΡΚΙΑC)라는 구절이 그리스어로 새겨져 있다.
코로나 라티나는 5.2cm 정도의 너비를 가진 금색 판자가 가로 7.2cm, 세로 7.2cm에 달하는 정사각형 모양의 패널에 용접한 모양을 띠고 있다. 교차하는 띠는 왕관의 가장자리와 아래쪽을 금색 철사로 장식했다. 중앙에 있는 패널에는 예수를 따르는 12명의 사도(사도 행전 10장 1절)를 뜻하는 12개의 진주가 장식되어 있으며 전체적으로는 72개의 진주가 장식되어 있다.
중앙 교차부에 있는 패널에는 사각형 모양을 한 칠보 패널이 장식되어 있으며 패널 안에는 전능하신 그리스도가 그려져 있다. 4개의 띠에는 2개씩 총 8개의 그림이 그려져 있다. 여기에는 사도 행전 1장 13절에 명시된 최초의 8명의 사도가 그려져 있다.
왕관 꼭대기에 놓여진 십자가는 예수가 그려져 있는 패널을 관통하는 형태로 장식되어 있다. 왕관에 있는 십자가는 16세기에 설치된 것으로 추정된다. 17세기에 큰 충격을 받아 왕관의 십자가가 기울어져 있는데 이는 왕관을 쇠 상자에 제대로 넣지 않은 채로 상자 뚜껑을 닫아버려서 기울어진 것으로 추정된다.
성 이슈트반 왕관은 전체적으로 비잔티움 제국의 왕관을 본뜬 것이기 때문에 많은 그림에서 묘사된 성 이슈트반 왕관 사용법 또한 비잔티움 제국의 왕관 사용법과 같은 편이다.

## 사진

헝가리의 국장에 그려진 성 이슈트반 왕관
성 이슈트반 왕관이 그려진 헝가리의 국장
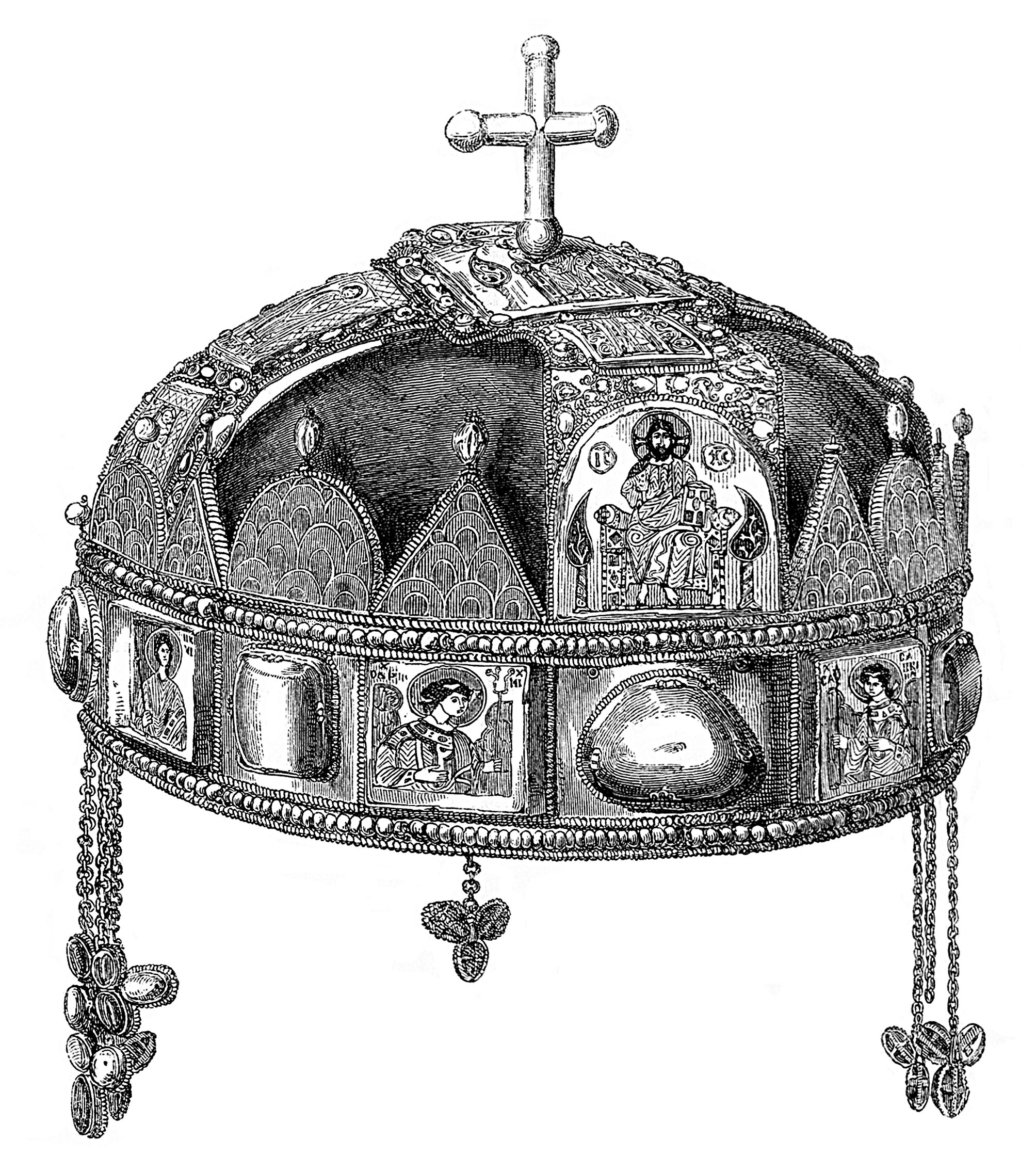
성 이슈트반 왕관을 묘사한 그림 (1857년 제작)
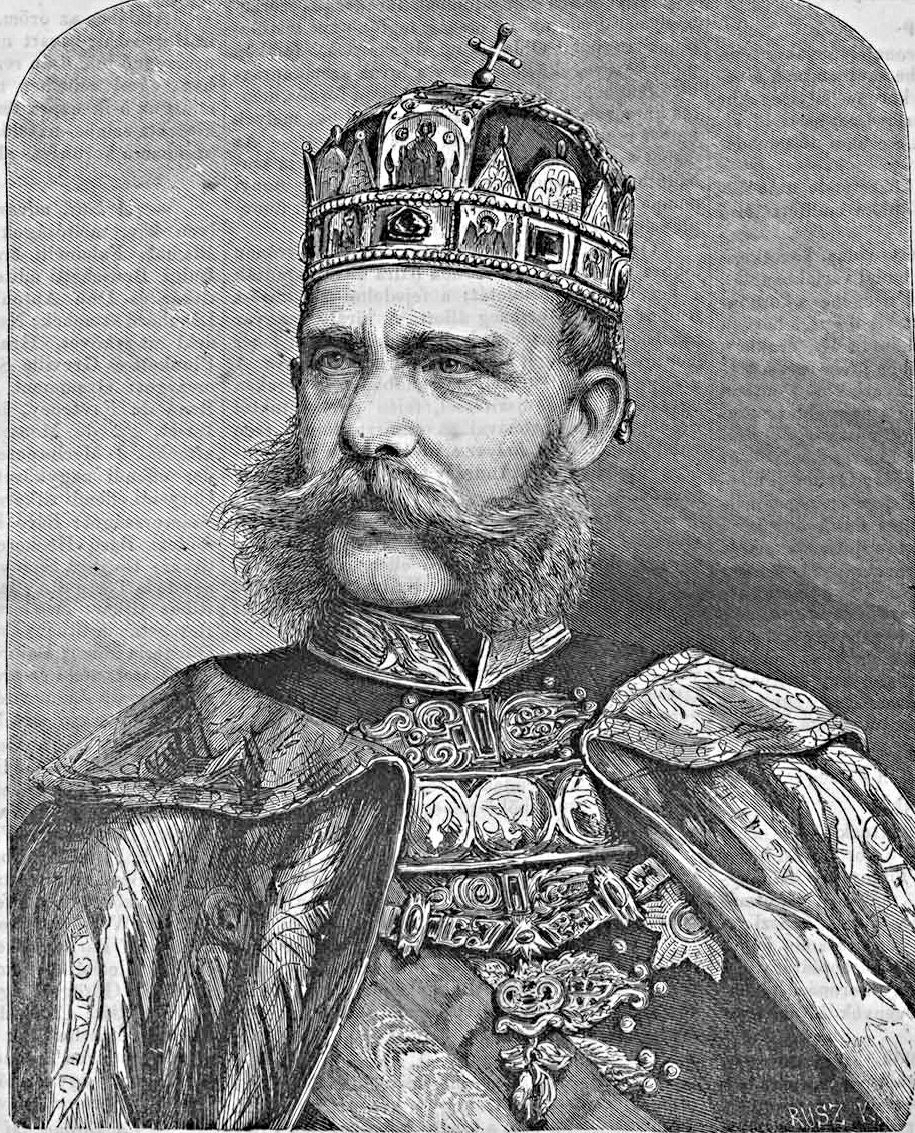
성 이슈트반 왕관을 쓴 프란츠 요제프 1세의 모습
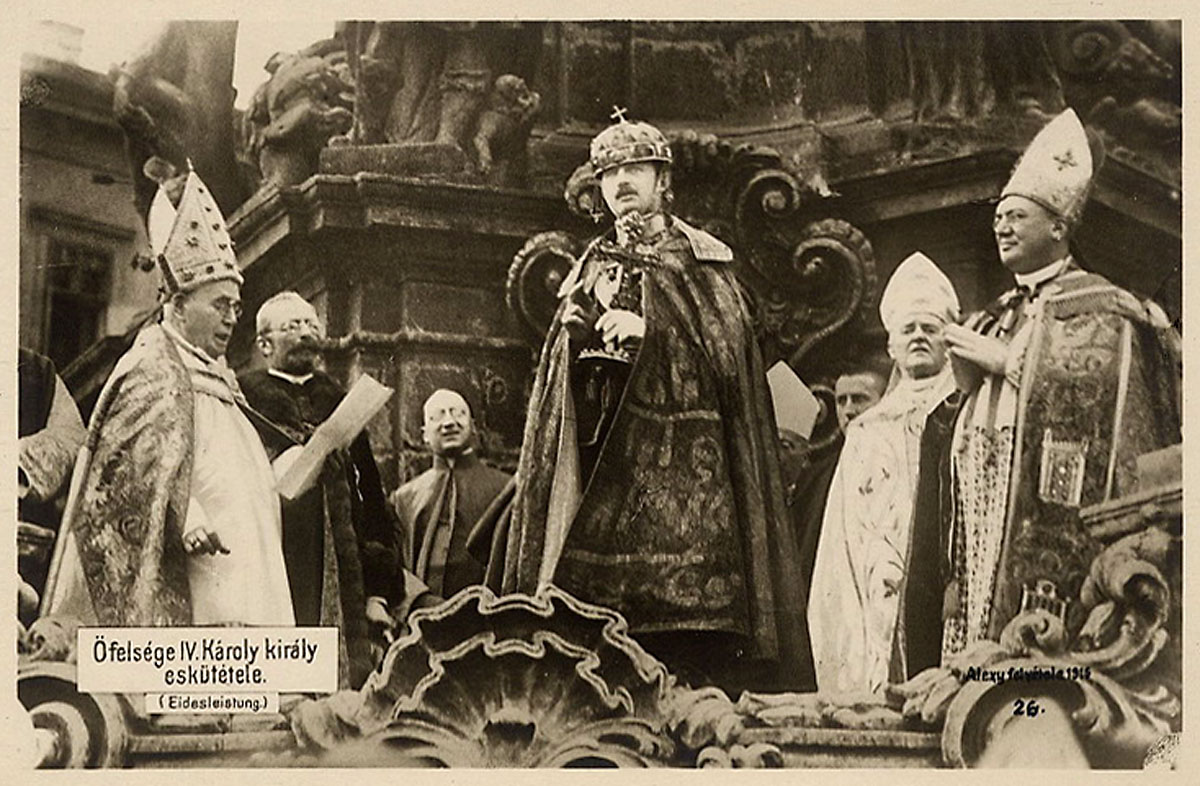
성 이슈트반 왕관을 쓴 카를 1세(카로이 4세)의 모습 (1916년 촬영)
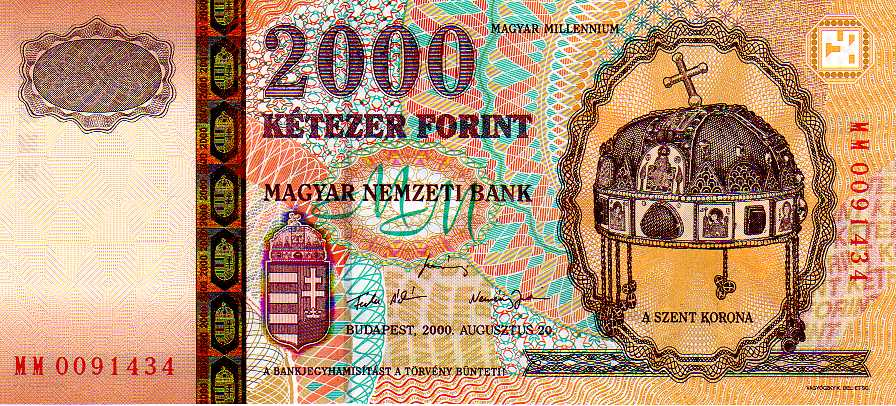
성 이슈트반 왕관이 그려진 헝가리의 200포린트 지폐 (2000년 발행)